# Grzegorz Pietkiewicz (plastyk)
Grzegorz Pietkiewicz (ur. 23 lutego 1962 w Trzebiatowie) – artysta plastyk, zamieszkały w Szczecinie. Absolwent Liceum Plastycznego w Szczecinie. Członek Związku Polskich Artystów Plastyków (ZPAP). Współpracuje z pismami publikując rysunki satyryczne oraz ilustracje. Współpracuje z wydawnictwami w zakresie ilustrowania książek.

## Wystawy[1]
- wystawa grafiki w Muzeum Narodowym w Szczecinie (1992)
- trzy wystawy malarstwa i grafiki w szczecińskim klubie MPiK
- wystawa grafiki w Bremerhaven
- wystawa grafiki i rysunku satyrycznego – „Cafe Brama” i „Galeria pod Bocianem” – Szczecin
- wystawa rysunku prasowego – „Klub 13 Muz” w Szczecinie – (1996)
- wystawa rysunku satyrycznego, karykatur oraz ilustracji w legnickiej Galerii SATYRYKON – Legnica (2012)
- wystawa rysunku satyrycznego, karykatur oraz ilustracji w Saloniku Literacko-Artystycznym Biblioteki Głównej – Inowrocław (2016)
- wystawa malarstwa w Galerii Sztuki Związku Polskich Artystów Plastyków w Szczecinie - "Kierat I", kwiecień 2021 r.
- wystawa malarstwa w Galerii Feininger - Trzebiatowski Ośrodek Kultury, kwiecień 2022 r.[2]

Ponadto udział w wielu wystawach zbiorowych w kraju i za granicą.

## Nagrody i wyróżnienia
- Nagroda Dziennikarzy im. A. Waligórskiego na Międzynarodowej Wystawie „Satyrykon 96".[1]
- II Nagroda w międzynarodowym konkursie plastycznym na rysunek o brydżu – Słupsk 2000 r.[1]
- Wyróżnienie honorowe na Ogólnopolskim Konkursie na Karykaturę i Rysunek Satyryczny „Teatr”[3]